# Américo Castro
Américo Castro Quesada (Cantagalo, 4 maggio 1885 – Lloret de Mar, 25 luglio 1972) è stato un filologo, storico e critico letterario spagnolo.

## Biografia

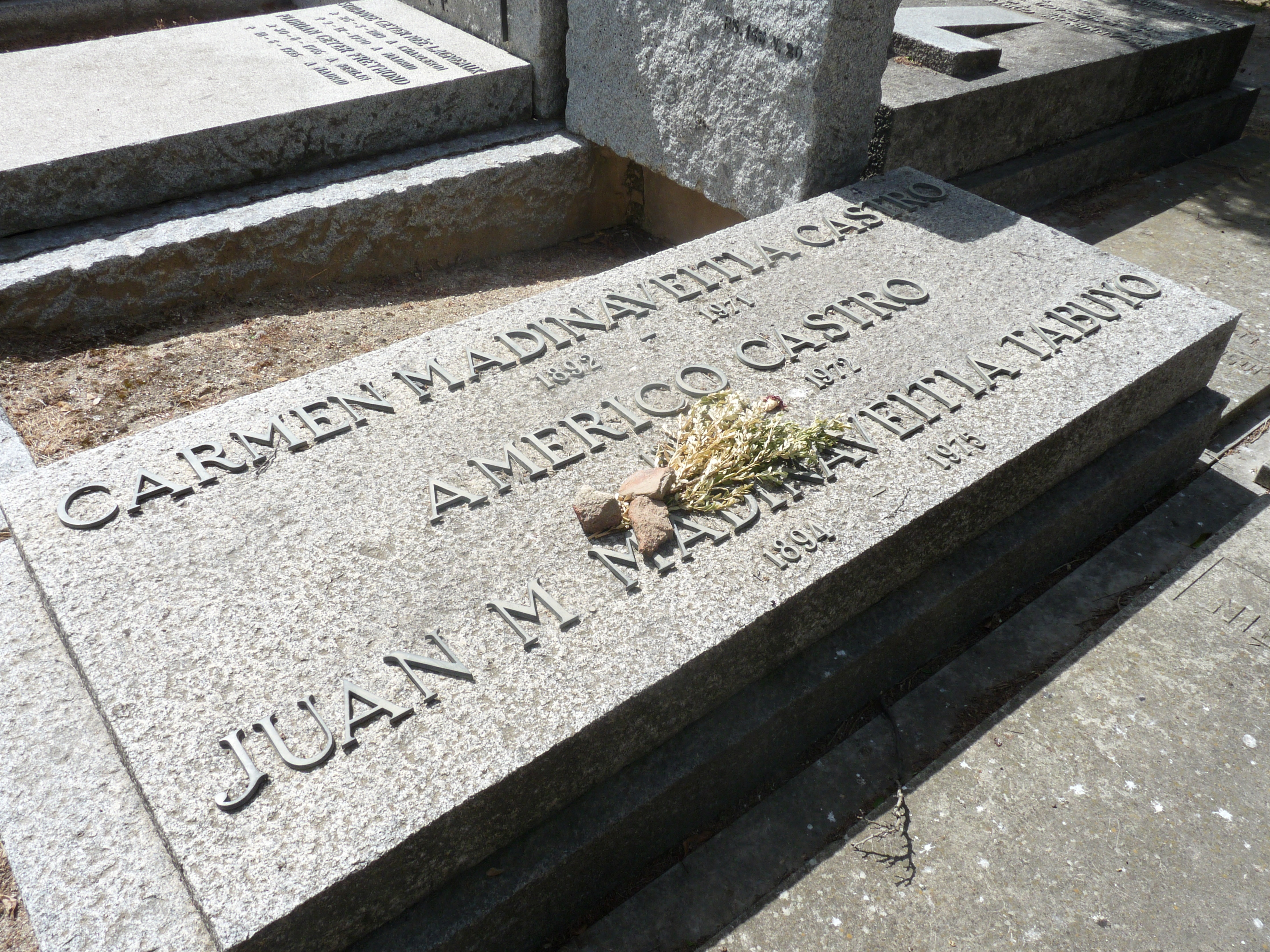
Tomba di Américo Castro

Nacque in Brasile da genitori spagnoli discendenti dalla casata dei Castro Cabeza de Vaca. Nella città di Cantagalo, dove suo padre possedeva un negozio, Castro trascorse i suoi primi cinque anni di vita.
Successivamente si trasferì in Spagna, al seguito della famiglia che acquistò terreni nella provincia di Granada.
Proprio in questa città si laureò nel 1904 in lettere e diritto, prima di ottenere il dottorato a Madrid dove divenne allievo di Ramón Menéndez Pidal.
Ulteriori studi di approfondimento li effettuò presso la Sorbona parigina (1905-1907).
Dopo una breve parentesi tedesca rientrò in Spagna sia per il servizio militare sia per aiutare Pidal nell'organizzazione del "Centro di Studi Storici", presso il quale iniziò la sua carriera di insegnante, proseguita all'Università madrilena dal 1915 con il corso di "Storia di Lingua spagnola".
Nel 1913 aderì al manifesto proposto da Ortega y Gasset, propugnante una maggiore propositività e slanci di ottimismo nei confronti della situazione artistica e politica spagnola.
In questo decennio effettuò un buon numero di conferenze sia in Europa sia in America e pubblicò vari articoli sul periodico Revista de Filología Española; inoltre tradusse opere di Wilhelm Meyer-Lübke, e svolse un'introduzione al El burlador de Sevilla (1922) di Tirso de Molina.
In questa fase, Castro sviluppò i suoi grandi interessi per la filologia medioevale e moderna, gli studi sugli autori del Siglo de Oro, quali Cervantes, Tirso de Molina (El condenado por desconfiado, El burlador de Sevilla, El vergonzoso en palacio), Santa Teresa, Lope de Vega (El Isidro, La Dorotea), Quevedo (El Buscón), emblematicamente rappresentati dal El pensamiento de Cervantes (1925), considerata una delle sue opere più riuscite, nella quale analizzò i collegamenti tra lo scrittore del Don Chisciotte con il Rinascimento.
Nel frattempo Castro proseguì la sua attività cattedratica, presso Santiago del Cile, alla Columbia University di New York, in parallelo agli incarichi diplomatici svolti presso l'ambasciata di Berlino, per conto della appena nata Repubblica nel 1931.
Durante l'annata 1938 optò per un esilio negli Stati Uniti d'America, dove insegnò nelle università del Wisconsin (1937-1939), del Texas (1939-1940) e di Princeton (1940-1953). In questi anni collaborò con le più diffuse riviste rappresentanti il movimento culturale ispanico in esilio, come Realidad /Revista de Ideas, Las Españas, Los Sesenta, Cabalgata, Cuadernos del Congreso por la Libertad de la Cultura. Trascorse gli ultimi anni di vita presso l'ateneo di San Diego.
Successivamente Castro compì un lungo percorso di studi attorno alle credenze ispaniche, all'erasmismo (Aspectos del vivir hispánico, 1949), al senso dell'onore (De la edad conflictiva, 1961), e agli elementi costitutivi della sensibilità spagnola, formatasi da una mescolanza di caratteri cristiani, ebraici e islamici (España en su historia, 1948 Origen, ser y existir de los españoles, 1959). Questi suoi ultimi studi suscitarono molto interesse e polemiche, a causa di alcune teorie proposte da Castro sugli sviluppi, conflittuali o simbiotici, omogenei o disomogenei, che hanno formato per secoli la base comune culturale spagnola.

## Saggi e studi
- Con Hugo A. Rennert, Vida de Lope de Vega (1919).
- El elemento extraño en el lenguaje (Bilbao, 1921).
- La enseñanza del español en España (Madrid, 1922).
- Lengua, enseñanza y literatura (Madrid, 1924).
- Don Juan en la literatura española (Buenos Aires, 1924).
- El nuevo Diccionario de la Academia Española (Madrid, 1925).
- El pensamiento de Cervantes (1925).
- Santa Teresa y otros ensayos (1929).
- Los prólogos al Quijote (Buenos Aires, 1941).
- Lo hispánico y el erasmismo (1940-42).
- La peculiaridad lingüística rioplatense (1941).
- Antonio de Guevara (Princeton, 1945).
- España en su historia (1948)
- Aspectos del vivir hispánico (1949).
- Hacia Cervantes (1957).
- Santiago de España (1958).
- Semblanzas y estudios españoles (1956).
- Origen, ser y existir de los españoles (1959).
- De la edad conflictiva (1961).
- La Celestina como contienda literaria (1965).
- Cervantes y los casticismos españoles (1967).
- Español, palabra extranjera (1970).
- De la España que aún no conocía (1971).
- Españoles al margen (1972).